# Bona (krój pisma)
Bona to krój pisma stworzony przez Andrzeja Heidricha w 1971 roku. Jest to kursywa o delikatnym pochyleniu. Przez wiele lat czcionki w kilku rozmiarach przechowywane były w zecerni warszawskiej ASP, gdzie wykorzystywano krój głównie do druków akcydensowych.
Bona jest wzorowana na XV-wiecznej włoskiej antykwie. Andrzej Heidrich wykreślił podstawowy zestaw znaków: A-Z, a-z, cyfry, podstawową intepunkcję, znaki matematyczne i diakrytyczne. Ligatury i inne znaki zostały narysowane później przez innego autora. W 2017 roku powstał wzorowany na Bonie cyfrowy krój o nazwie Bona Nova.